# Justus Köhncke
Justus Köhncke (født 1966)er en remixer og producer fra Tyskland.

## Diskografi
- Spiralen Der Erinnerung (1999)
- Was Ist Musik (2002)
- Doppelleben (2005)
- Safe and Sound (2008)
- Bass ist Musik (2013)
- Justus Köhncke & The Wonderful Frequency Band (2013)